# مایکل جیمز فارل
مایکل جیمز فارل (انگلیسی: Michael James Farrell; ۹ مهٔ ۱۹۲۶ – ۲۷ اکتبر ۱۹۷۵) اقتصاددان اهل انگلستان بود.

## کارایی فارل

### کارایی فنی
کارایی فنی نشان دهنده میزان توانایی یک بنگاه برای حداکثر سازی میزان تولید با توجه به منابع و عوامل مشخص شده تولید است. به عبارت دیگر، میزان توانایی تبدیل ورودی‌هایی مانند منابع انسانی و ماشین آلات به خروجی‌ها، در مقایسه با بهترین عملکرد، با کارایی فنی سنجیده می‌شود
کارایی فنی تحت تأثیر عاملی مانند عملکرد مدیریت، مقیاس سازمان یا اندازه عملیات قرار می‌گیرد. کارایی در تحلیل پوششی داده‌ها از نسبت مجموع موزون خروجی‌ها بر مجموع موزون ورودی‌ها تشکیل می‌یابد و در مباحث اقتصادی زمانی یک بنگاه را به لحاظ فنی کارآ می‌دانند که مقدار تولید آن بر روی منحنی تولید یکسان قرار گیرد. این امر توانایی بنگاه را در بدست آوردن حداکثر محصول از مجموعه عوامل تولید منعکس می‌سازد. اگر مقدار مصرف عوامل تولید بنگاه در بالای منحنی تولید یکسان قرار گیرد، این بنگاه با ناکارآیی مواجه است. ناکارآیی تمامی مواردی را در بر می‌گیرد که باعث می‌شود عملکرد واقعی بنگاه در سطحی کمتر از مقدار قابل حصول (با توجه به عوامل تولید) مشخص باشد. بر این اساس ناکارآیی مدیریتی نیز یکی از اجزای ناکارآیی است. همچنین ناکارآیی با آنچه که بعضی از اقتصاددانان اتلاف منابع نامیده‌اند مطابقت دارد. اتلاف منابع بدین معناست که تولید مورد نظر می‌توانست با هزینه‌هایی کمتر از میزان صرف شده صورت گیرد.

### کارایی تخصیصی
این کارایی بر تولید بهترین ترکیب محصولات با استفاده از کم هزینه‌ترین ترکیب ورودی‌ها دلالت می‌کند. پاسخ گویی به این پرسش که "آیا قیمت ورودی‌های مورد استفاده به گونه ای است که هزینه تولید را حداقل کند؟" با این کارایی است. به این ترتیب، کارایی تخصیصی مستلزم انتخاب مجموعه ای از عوامل تولید است که سطح مشخصی از محصول را با حداقل هزینه تولید کند. کارایی تخصیصی را کارایی قیمت نیز می‌نامند.

### کارایی ساختاری
کارایی ساختاری یک صنعت از متوسط وزنی کارایی شرکت‌های آن صنعت به دست می‌آید. با استفاده از معیار کارایی ساختاری می‌توان کارایی صنایع مختلف با محصولات متفاوت را مقایسه کرد.

### کارایی مقیاس
کارایی مقیاس یک واحد از نسبت کارایی مشاهده شده آن واحد به کارایی در مقیاس بهینه به دست می‌آید. هدف این کارایی، تولید در مقیاس بهینه است. بعد از آشنایی با کارایی باید دانست که کارایی به عنوان یک نسبت، عموماً از رابطه زیر محاسبه می‌شود:
(ستاده)/(نهاده)=کارایی
مقایسه کارایی یک واحد با سایر واحدها در یک صنعت، کارایی نسبی نامیده می‌شود. به منظور بهبود کارایی به پنج طریق زیر می‌توان عمل کرد:
افزایش ورودی و به دست آوردن خروجی بیشتر
ثابت نگه داشتن ورودی و افزایش خروجی
کاهش ورودی و کاهش کمتر خروجی
کاهش ورودی و ثابت نگه داشتن خروجی
کاهش ورودی و افزایش خروجی

### انواع کارایی از نظر فارل
فارل در سال ۱۹۵۷ بررسی جامعی در خصوص انواع کارایی بنگاه و نحوه اندازه‌گیری آن به عمل آورد. اساساً سه نوع کارایی توسط فارل مطرح شد که به بیان هریک پرداخته می‌شود:
الف) کارایی فنی ب) کارایی تخصیصی ج) کارایی اقتصادی یا کارایی کل.

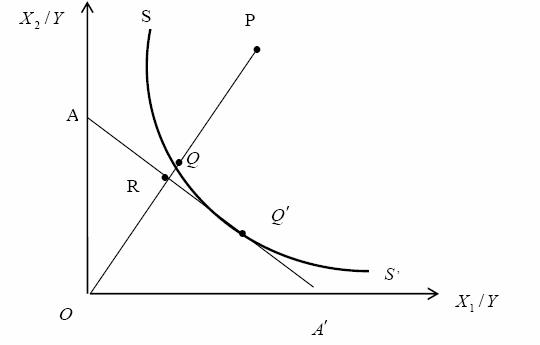
The Measurement of Productive Efficiency

منحنی تولید یکسان برای بنگاه‌های کاملاً کارآ
بنگاه‌های مختلفی را در نظر می‌گیریم که در شرایط مساوی، تحت فرض بازدهی ثابت نسبت به مقیاس و تکنولوژی یکسان، با دو عامل تولید (x1 , x2) به تولید یک نوع محصول (y) می‌پردازند. در شکل (2-1) ss' منحنی تولید یکسان برای بنگاه‌های کاملاً کارآ می‌باشد؛ بنابراین بنگاه‌هایی که روی منحنی ss' قرار دارند، کارایی فنی صد در صد یا یک دارند. برابر یک شدن کارایی، به معنای کارایی فنی کامل بنگاه است. در این شکل، بنگاهی که با p مشخص می‌شود، از نظر فنی ناکارآمد است، چراکه برای تولید یک مقدار مشخص از محصول، عوامل تولید بیشتری را به کار می‌گیرد.
اما بنگاهی که در نقطه Q قرار دارد، به لحاظ فنی کاملاً کارآمداست، چراکه روی منحنی مرزی کارآ قرار گرفته‌است. میزان ناکارآیی فنی بنگاه p برابر با فاصله PQ می‌باشد. فاصله PQ مقداری است که می‌توان عوامل تولید را بدون کاهش در محصول، کاهش داد؛ بنابراین نسبت OQ/OP به عنوان معیاری برای کارایی فنی بنگاه p تعریف می‌شود. برای یک بنگاه کاملاً کارآ این نسبت برابر با یک خواهد بود.
```
حال با استفاده از نسبت قیمت نهاده‌ها که بوسیله شیب خط هزینه یکسان AAˊ نشان داده می‌شود، می‌توان کارایی تخصیصی را محاسبه نمود. کارایی تخصیصی برای بنگاه p به صورت زیر تعریف می‌شود:
```

AE =(OR)/OQ
اگر به جای تولید در نقطه Q که دارای کارایی فنی است، در نقطه Q که هم دارای کارایی فنی وهم دارای کارایی تخصیصی است تولید کنیم، RQ میزان کاهش در هزینه‌های تولید را نشان می‌دهد. به عبارتی دیگر Q ترکیب بهینه استفاده از نهاده‌ها برای یک بنگاه کارآ، جهت تولید محصول بر روی ss' را معین می‌کند. بنگاهی که در نقطه Q قرار دارد، اگرچه از لحاظ فنی کارآ است، ولی از لحاظ تخصیصی ناکارآیی دارد، زیرا می‌تواند برای تولید یک واحد، به جای قرار گرفتن روی خط هزینه یکسان بالاتر، روی خط هزینه یکسان پایین‌تر AAˊ قرار گیرد؛ بنابراین Q در مقایسه با سایر نقاط روی منحنی ss' دارای کمترین هزینه تولید است و تغییر در ترکیب استفاده از عوامل تولید از Q به Q علی‌رغم ثابت بودن کارایی فنی، حرکت به سمت کاهش هزینه‌های تولید و افزایش نسبت (OR)/OQ می‌باشد.
ترکیبی از کارایی فنی و کارایی تخصیصی را کارایی اقتصادی می‌نامند. کارایی اقتصادی به معنای کارایی در نحوه تولید و تخصیص عوامل تولید است. کارایی اقتصادی را کارایی هزینه نیز می‌گویند، زیرا هرگاه از لحاظ هزینه ای کارآ عمل کنیم، بهترین تخصیص و بهترین شیوه تولید نیز به وجود می‌آید. این نوع کارایی، از حاصل ضرب کارایی فنی در کارایی تخصیصی بدست می‌آید. در واقع کارایی اقتصادی را می‌توان توانایی بنگاه در بدست آوردن حداکثر سود ممکن، با توجه به قیمت‌ها و سطوح نهاده‌ها دانست. از دیدگاه فارل، کارایی اقتصادی، تلفیقی از کارایی فنی و کارایی تخصیصی می‌باشد و نسبت (OR)/OP را به عنوان معیاری برای کارایی اقتصادی معرفی می‌کند.